# Møllehøj von Årslev
 Der Møllehøj von Årslev (deutsch „Mühlenhügel“; auch Ringshøj oder Ringstedhøj genannt) östlich von Årslev und südlich von Sonder Næra ist die höchste Erhebung in der Faaborg-Midtfyn Kommune auf Fünen in Dänemark und der zweitgrößte Grabhügel der Insel. 
Mit fünfzig Metern Durchmesser und neun Metern Höhe beherrscht er das Gebiet um Årslev. Der Hügel wird nur vom Buskehøj bei Voldtofte in der Nähe von Assens übertroffen. Beide Hügel stammen aus der frühen Bronzezeit.
Der Møllehøj war auch Symbol der Macht. Vor Jahren wurde in einem nahe gelegenen Hügel ein Goldring gefunden. Dieser Goldring ist eine Seltenheit auf Fünen und bezeugt, dass in der Gegend Personen von Bedeutung gelebt haben.
Nach der Legende, soll hier der dänische Sagenkönig Sigurd I. Ring (735-756) begraben sein, dessen Lebensdaten jedoch fiktiv sind. 
Ein anderer Møllehøj ist mit 170,86 m die höchste natürliche Erhebung Dänemarks.